# Ilja Małyszew
Ilja Iljicz Małyszew (ros. Илья Ильич Малышев, ur. 19 lipca?/1 sierpnia 1904 we wsi Majkor w guberni permskiej, zm. 23 kwietnia 1973 w Moskwie) – radziecki polityk, minister geologii ZSRR (1946–1949).

## Życiorys
Od 1913 uczeń stolarza i stolarz w Permie, od 1917 stolarz w fabryce metalurgicznej w Majkorze, od 1922 słuchacz fakultetu robotniczego w Jekaterynburgu, od 1924 słuchacz Uralskiego Instytutu Górniczego w Swierdłowsku. Od 1930 pracownik naukowy, zastępca dyrektora uralskiego oddziału Instytutu Mineralogii Stosowanej w Swierdłowsku, od 1932 pracownik naukowy Akademii Nauk ZSRR w Leningradzie i Moskwie, od 1932 w WKP(b), od 1935 starszy pracownik naukowy Akademii Nauk ZSRR w Moskwie, od 1937 zastępca szefa Głównego Zarządu Geologicznego Ludowego Komisariatu Przemysłu Ciężkiego ZSRR, od 1939 przewodniczący Komitetu do Spraw Geologii przy Radzie Komisarzy Ludowych ZSRR, od czerwca 1946 do maja 1949 minister geologii ZSRR. Od maja 1949 szef Północno-Zachodniego Zarządu Geologicznego Ministerstwa Geologii ZSRR w Pietrozawodsku, od 1952 we Wszechzwiązkowym Instytucie Naukowo-Badawczym Surowca Mineralnego, starszy pracownik naukowy i kierownik sektora tytanu, od sierpnia 1971 na emeryturze. Pochowany na cmentarzu Nowodziewiczym.

## Odznaczenia
- Order Lenina
- Order Rewolucji Październikowej
- Order Czerwonego Sztandaru Pracy (trzykrotnie)